# Homesick (canção de Dua Lipa)
"Homesick" é uma canção da cantora inglesa Dua Lipa, gravada para seu álbum de estréia homônimo (2017). A canção conta com vocais não creditados do cantor Chris Martin, vocalista da banda inglesa Coldplay e foi composta por ambos com produção de Bill Rahko. A faixa foi lançada em 1 de dezembro de 2017 através da Warner Bros. Records como sétimo single do disco.

## Antecedentes e gravação
No início de 2017, Lipa viajou para Malibu para gravar a canção com Chris Martin. Lipa revelou a colaboração em 8 de maio de 2017, durante uma apresentação em Singapura. A cantora descreve "Homesick" como uma de suas melhores canções.

## Composição
"Homesick" é uma balada do gênero dream-pop e soul, com duração de três minutos e cinquenta segundos. Em relação à letra, Lipa fala sobre a tristeza e a solidão.

## Lista de faixas
| Descarga digital |            |         |  |
| N.º              | Título     | Duração |  |
| 1.               | "Homesick" | 3 : 50  |  |

## Créditos
Créditos adaptados através do serviço Tidal.
- Dua Lipa; composição, vocalista principal, vocalista de apoio
- Chris Martin; composição, vocalista de apoio, piano
- John Davis; masterização
- DJ Swivel; mixagem
- Alekes Von Korff; assistência de gravação
- Bill Rahko; produção, assistência de engenharia

## Histórico de lançamento
| País  | Data                  | Formato(s)                  | Gravadora            |
| ----- | --------------------- | --------------------------- | -------------------- |
| Mundo | 1 de dezembro de 2017 | Download digital, streaming | Warner Bros. Records |